# Астраханцев Павло Олексійович
Астраха́нцев Павло́ Олексі́йович (14 грудня 1913, село Сюга-Каксі — †20 травня 1958, село Сюга-Каксі) — учасник Другої світової війни, повний кавалер ордена Слави.
У війні брав участь з 1941 року. Був сержантом, навідником артилерії 22-го винищувального протитанкового артилерійського полку 69-ї армії. При форсуванні річки Західного Бугу 20 липня 1944 року прямим наведенням знищив ворожий дзот та станковий кулемет. Нагороджений орденом Слави III ступеня. В січні 1945 року на території Польщі в бою знищив станковий кулемет, дзот з великокаліберним кулеметом та 28 солдат противника. Нагороджений орденом Слави II ступеня. При прориві оборони німців на західному березі річки Одер 17 квітня 1945 року знищив станковий кулемет, більш як 30 солдат, зруйнував дзот; 19 квітня при відбитті контратаки противника знищив 25 та розсіяв більше 100 німців; 23 квітня у вуличних боях в місті Фюрстенвальд обслуга Астраханцева знищила 4 кулемети, протитанкову гармату, 15 німців, взяла в полон понад 20 противників. Нагороджений орденом Слави I ступеня 31 травня 1945 року. Після війни жив та працював в рідному селі.